# Чокгілл (Пенсільванія)
Чокгілл (англ. Chalkhill) — переписна місцевість (CDP) в США, в окрузі Файєтт штату Пенсільванія. Населення — 127 осіб (2020).

## Географія
Чокгілл розташований за координатами 39°50′51″ пн. ш. 79°37′1″ зх. д. / 39.84750° пн. ш. 79.61694° зх. д. (39.847557, -79.616841).  За даними Бюро перепису населення США в 2010 році переписна місцевість мала площу 2,15 км², з яких 2,12 км² — суходіл та 0,03 км² — водойми.

## Демографія
Згідно з переписом 2010 року, у переписній місцевості мешкала 141 особа в 64 домогосподарствах у складі 44 родин. Густота населення становила 66 осіб/км².  Було 68 помешкань (32/км²).
Расовий склад населення:
| - 100,0 % — білих |

До двох чи більше рас належало 0,0 %. Частка іспаномовних становила 0,0 % від усіх жителів.
За віковим діапазоном населення розподілялося таким чином: 13,5 % — особи молодші 18 років, 68,1 % — особи у віці 18—64 років, 18,4 % — особи у віці 65 років та старші. Медіана віку мешканця становила 52,3 року. На 100 осіб жіночої статі у переписній місцевості припадало 93,2 чоловіків;  на 100 жінок у віці від 18 років та старших — 96,8 чоловіків також старших 18 років.
Цивільне працевлаштоване населення становило 69 осіб. Основні галузі зайнятості: мистецтво, розваги та відпочинок — 39,1 %, науковці, спеціалісти, менеджери — 27,5 %, освіта, охорона здоров'я та соціальна допомога — 13,0 %, виробництво — 11,6 %.